# 大槌新山デジタル中継局

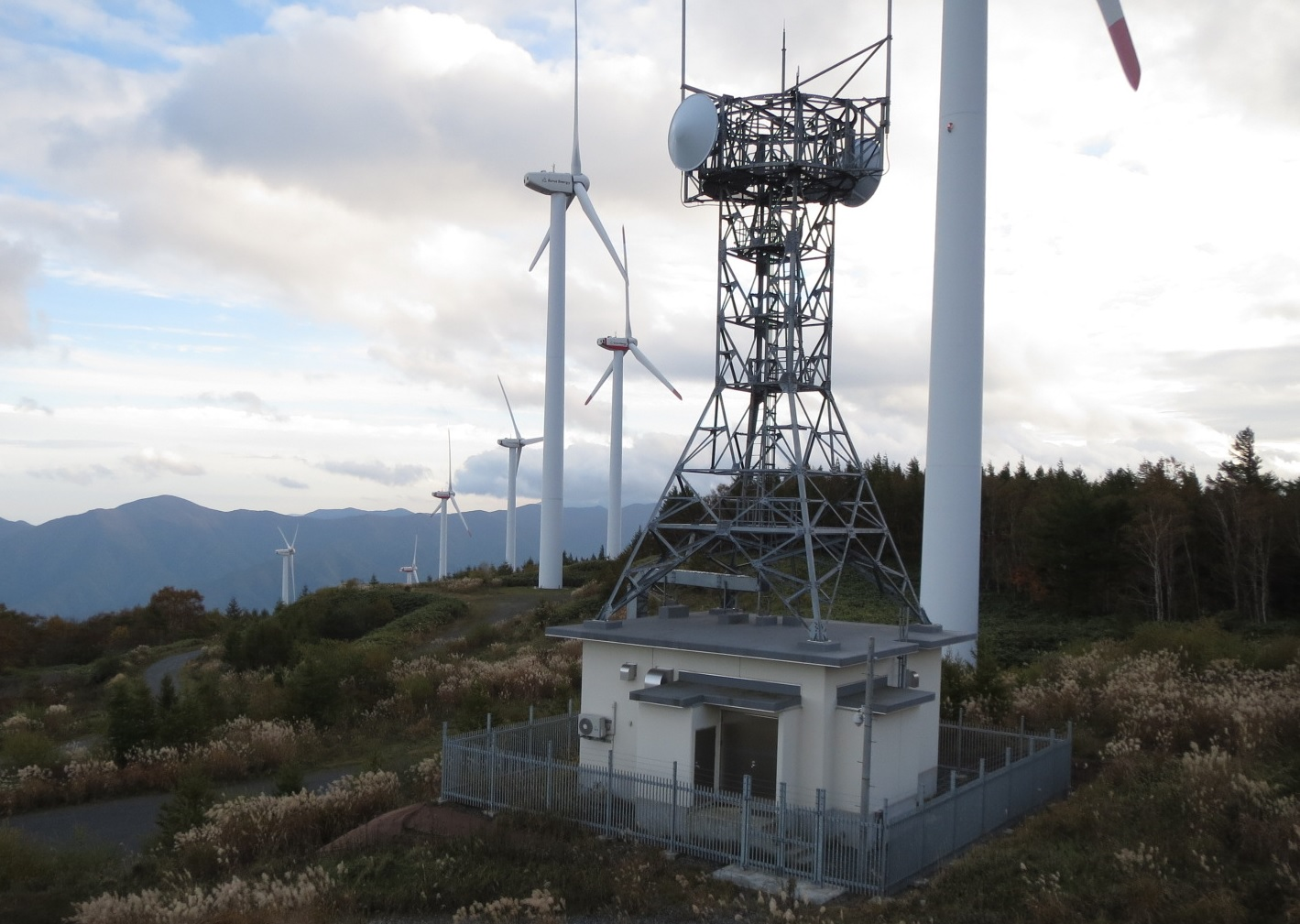
大槌新山デジタル中継局（2017年10月）

大槌新山デジタル中継局（おおつちしんやまデジタルちゅうけいきょく）は、岩手県上閉伊郡大槌町に置かれているテレビ中継局である。

## 中継局概要

### デジタルテレビ放送
| リモコン 番号 | 放送局名               | チャンネル 番号 | 空中線 電力 | ERP | 偏波面   | 放送対象地域 | 放送区域 内世帯数 | 運用開始日     |
| ------------- | ---------------------- | --------------- | ----------- | --- | -------- | ------------ | ----------------- | -------------- |
| 1             | NHK 盛岡総合           | 25              | 2W          | 36W | 水平偏波 | 岩手県       | 約1,000世帯       | 2007年 10月1日 |
| 2             | NHK 盛岡教育           | 23              | 2W          | 36W | 水平偏波 | 全国         | 約1,000世帯       | 2007年 10月1日 |
| 4             | TVI テレビ岩手         | 29              | 2W          | 36W | 水平偏波 | 岩手県       | 約1,000世帯       | 2007年 10月1日 |
| 5             | IAT 岩手朝日テレビ     | 52              | 2W          | 48W | 水平偏波 | 岩手県       | 約1,000世帯       | 2007年 10月1日 |
| 6             | IBC 岩手放送           | 27              | 2W          | 36W | 水平偏波 | 岩手県       | 約1,000世帯       | 2007年 10月1日 |
| 8             | mit 岩手めんこいテレビ | 47              | 2W          | 48W | 水平偏波 | 岩手県       | 約1,000世帯       | 2007年 10月1日 |

- 所在地： 上閉伊郡大槌町（大槌新山）[1]
- 放送区域： 釜石市及び大槌町の各一部[2][1]
- 2007年9月27日に本免許が交付され[2][3]、10月1日に本放送を開始した[1][3]。
- 岩手県内では谷地山テレビ中継局に次いで2番目のデジタル単独中継局となる。